# Vollmersbach
Vollmersbach ist eine Ortsgemeinde im Landkreis Birkenfeld in Rheinland-Pfalz. Sie gehört der Verbandsgemeinde Herrstein-Rhaunen an.

## Geographie
Vollmersbach liegt im Landschaftsschutzgebiet Hochwald-Idarwald. Im Süden grenzt die Gemeinde an die Stadt Idar-Oberstein.

## Geschichte
Der Ort gehörte bis zum Ende des 18. Jahrhunderts zur Herrschaft Oberstein, die zuletzt im gemeinsamen Besitz der Grafen von Limburg-Styrum und des Kurfürsten von Trier war. Im Mittelalter war das Kloster Otterberg im Ort begütert.
Bevölkerungsentwicklung
Die Entwicklung der Einwohnerzahl von Vollmersbach, die Werte von 1871 bis 1987 beruhen auf Volkszählungen:
| Jahr | Einwohner |
| ---- | --------- |
| 1815 | 152       |
| 1835 | 244       |
| 1871 | 305       |
| 1905 | 348       |
| 1939 | 415       |
| 1950 | 457       |

| Jahr | Einwohner |
| ---- | --------- |
| 1961 | 443       |
| 1970 | 494       |
| 1987 | 507       |
| 1997 | 531       |
| 2005 | 565       |
| 2023 | 453       |

## Religion
61 % der Einwohner von Vollmersbach sind evangelisch, 10 % katholisch. Für die Protestanten ist die Kirchengemeinde Idarbachtal im Kirchenkreis Obere Nahe der Evangelischen Kirche im Rheinland zuständig, deren nächste Gottesdienststandorte das Gemeindezentrum Flachsspreite in Idar und die Stadtkirche Idar sind. Die Katholiken sind der Pfarrei Hunsrück Idar St. Barbara im Bistum Trier zugeordnet, deren nächste Kirche St. Peter und Paul in Idar ist.

## Politik

### Gemeinderat
Der Gemeinderat in Vollmersbach besteht aus acht Ratsmitgliedern, die bei der Kommunalwahl am 9. Juni 2024 in einer Mehrheitswahl gewählt wurden, und dem ehrenamtlichen Ortsbürgermeister als Vorsitzendem. Bis zur Wahl 2019 hatte das Gremium zwölf Ratsmitglieder.

### Bürgermeister
Matthias Hautmann wurde am 27. August 2024 Ortsbürgermeister von Vollmersbach. Bei der Direktwahl am 9. Juni 2024 war er als einziger Bewerber mit einem Stimmenanteil von 85,4 % für fünf Jahre gewählt worden.
Hautmanns Vorgänger Dieter Petsch hatte das Amt 2003 übernommen und hatte bei der Wahl 2024 nicht erneut als Ortsbürgermeister kandidiert.

## Vereine

### Sport
Vollmersbach war schon immer für zwei Sportarten bekannt. Schon um 1900 wurde in Vollmersbach Tennis und Feldhandball gespielt. Heute spielt der TV Vollmersbach mit vielen Jugendmannschaften und einer starken Herrenmannschaft beim Tennis. Im Handball spielt der TV Vollmersbach seit 2000 in einer Fusion mit dem Idarer Turnverein im Handballverband Rheinland. Mittlerweile gibt es keine Herrenmannschaft der SG Idar/Vollmersbach mehr. Im Damenbereich spielt die erste Mannschaft in der Bezirksliga, die zweite Mannschaft in der Kreisliga. Hinzu kommen noch einige Jugendmannschaften. Seit 2017
gibt auf dem Sportplatzgelände auch einen Beachplatz, auf dem die Sportarten Beachvolleyball, Beachsoccer und Beachtennis betrieben werden.

### Kulturtreibende Vereine
Des Weiteren gibt es in Vollmersbach vier kulturtreibende Vereine: Den Liederkranz Vollmersbach 1856 e. V., die Vorfußsänger (Gründung 1986), sowie den Frauenchor „ReSound“. Alle Vereine proben regelmäßig im Dorfgemeinschaftshaus.
KIV Kultur in Vollmersbach
Der im Jahre 2018 gegründete Verein setzt sich ein für kulturelle Veranstaltungen, die Jugend und die Feuerwehr.

## Verkehr
Vollmersbach wird von der Landesstraße 177 und der Kreisstraße 36 durchquert. Im Rahmen der Dorferneuerung wurde in Vollmersbach in den Jahren 2009 und 2010 die komplette Ortsdurchfahrt saniert.
Mit der Einführung des neuen ÖPNV-Konzepts wird Vollmersbach Montag bis Freitag mindestens stündlich und am Wochenende zweistündlich durch den Busverkehr an Idar-Oberstein angeschlossen. Der Idar-Obersteiner Bahnhof ist ein Regionalexpress- und Regionalbahnhalt der DB. In der Zuordnung des Verkehrsverbundes liegt Vollmersbach in der Wabe 463.
In Vollmersbach gibt es drei Bushaltestellen (Ort, Klepp und Türmchen), wobei letztere nur einmal täglich von einem Schulbus (Linie 850S) angefahren wird.
| Linie | Fahrweg | Betreiber      | Häufigkeit           |
| ----- | --- | -------------- | -------------------- |
| 850   | Idar-Oberstein Bahnhof – Vollmersbach – Veitsrodt – Herborn – Mörschied – Weiden – Hottenbach – Hellertshausen – Stipshausen – Rhaunen (– Kirn)                | Scherer Reisen | Mo–So: zweistündlich |
| 850S  | Schülerverkehr | Scherer Reisen | einzelne Fahrten     |
| 855   | Idar-Oberstein Bahnhof – Vollmersbach – Veitsrodt – Niederwörresbach – Herrstein – Niederhosenbach – Breitenthal – Oberhosenbach – Sulzbach – Rhaunen (– Kirn) | Scherer Reisen | Mo–Fr: zweistündlich |
| 859   | Schülerverkehr / Kindergartenverkehr | Scherer Reisen | einzelne Fahrten     |

## Unglücke
Eines der größten Unglücke ereignete sich im Zweiten Weltkrieg in der Nacht vom 9. auf den 10. August 1943, als eine britische Handley Page Halifax des Piloten Jim Pestridge bei einem Angriff auf Mannheim durch den deutschen Nachtjägerpiloten Oblt. Johannes Engels über Idar-Oberstein abgeschossen wurde und in Vollmersbach in eine Wiese stürzte. Drei der vier Besatzungsmitglieder starben in den Trümmern. Pestridge rettete sich mit dem Fallschirm, landete bei Nahbollenbach und wurde später am Bahnhof Birkenfeld (heute: Neubrücke (Nahe)) festgenommen.
Einen weiteren Flugzeugabsturz gab es am 29. Mai 2003, als ein Ultraleichtflugzeug in 300 Meter Höhe über dem Ort Feuer fing. Das Flugzeug stürzte schließlich an einem Fallschirm hängend etwa 50 Meter von den Häusern entfernt in der Nähe des Vollmersbacher Sportplatzes auf eine Wiese. Beide Insassen überlebten schwer verletzt. Der Pilot verunglückte 2007 in den französischen Seealpen nach der Kollision zweier Segelflugzeuge tödlich.

## Sehenswürdigkeiten
- Vollmersbach liegt an der Touristikstraße Deutsche Edelsteinstraße und ist Heimatort der Deutschen Edelsteinkönigin 1992–1994 Kerstin Huth.
- Der Andreasbrunnen oder „Ennerschbure“ liegt innerhalb des Vollmersbacher Flures zur Tiefensteiner Banngrenze hin. Seinem Wasser hat man in früheren Zeiten immer heilende Wirkung zugeschrieben. Noch um 1880 kamen Heilungsuchende, von denen Dankesgaben zur Buße niedergelegt wurden – meistens drei weiße Dinge, ein Ei, ein Silbergeldstück und ein weißes Kinderhemdchen.
- Durch Vollmersbach verläuft der Saar-Hunsrück-Steig.